# 1909年世界举重锦标赛
1909年世界举重锦标赛于当年10月3日至12月2日在奥匈帝国维也纳举行，共有来自3个国家的23名运动员参赛。本次世锦赛来自奥匈帝国的运动员夺得了全部奖牌。

## 获奖选手
| 项目             | 金牌                         | 银牌                          | 铜牌                             |
| 次重量级 80公斤  | Johann Eibel · 奥地利（AUT） | Josef Hofböck · 奥地利（AUT） | Anton Lenz · 奥地利（AUT）       |
| 最重量级 +80公斤 | Josef Grafl · 奥地利（AUT）  | 卡尔·斯沃博达 · 奥地利（AUT） | Berthold Tandler · 奥地利（AUT） |

## 奖牌榜
| 排名 | 国家／地区 | 金牌 | 银牌 | 铜牌 | 總數 |
| ---- | ---------- | ---- | ---- | ---- | ---- |
| 1    | 奥地利     | 2    | 2    | 2    | 6    |
| 总计 | 总计       | 2    | 2    | 2    | 6    |